# Tonino
Antonio López-Guitián, conegut com a Tonino (València, 1963), és un còmic i director d'escena espanyol. Compagina la seva carrera d'actor amb la de periodista, guionista de ràdio i escriptor.

## Biografia
Després d'estudiar Lettres Modernes a la Universitat de Tolosa de Llenguadoc, Tonino va arribar al món de la comunicació en guanyar un concurs d'oïdors destacats de l'espai nocturn Tris Tras Tres de Radio 3 i es va mantenir en l'emissora fins a la desaparició del programa sis anys després. Posteriorment en Radiocadena Espanyola, va col·laborar en el Taller de Creativitat d'aquesta emissora i "El Gallo Nacional".
Després de cinc anys a El Trencanous de Canal 9 Ràdio, inicia la seva carrera a Globomedia treballant a Sense Compromís, El programa de Ana de Telemadrid amb Ana García Lozano, amb Santiago Segura a Dobles Parejas i li arriba la fama en el programa de televisió Caiga quien caiga (Telecinco), en el qual intervé entre els anys 1996 i 2002. Tonino era un dels reporters de l'espai vestits de negre, que assetjaven amb les seves preguntes insolents a polítics i famosos. Des del primer moment, Tonino es va diferenciar dels seus companys creant el seu estil propi d'entrevista, caracteritzat per preguntes absurdes i surrealistes que desconcertaven a l'entrevistat; tot això amanit amb una expressió impertèrrita a l'estil de Buster Keaton.
En 1997 va compaginar la seva labor televisiva en CQC amb la presentació d' El gallinero, també a Telecinco. El 1998 va treballar com a guionista de l'espai de Radio Nacional de España Esta noche tampoco, dirigit pel seu company a CQC Juanjo de la Iglesia.
Finalitzat el programa de televisió, s'incorpora a la companyia teatral Alarma social al costat de De la Iglesia, amb la qual en 2003 estrenen l'espectacle d'humor Adictos al régimen, una sèrie de diàlegs absurds a través de successius esquetxos'.
A partir de setembre de 2003, i de nou formant tàndem amb Juanjo de la Iglesia, s'incorpora a la cadena Localia TV, col·laborant a l'espai Hoy no hay siesta. Un any després, estrena en la mateixa emissora la guia d'oci Pecados capitales. En 2005 s'uneix al cuiner José Andrés al seu programa de TVE Vamos a cocinar i al març de 2006 va presentar també en la cadena pública el programa satíric Extra, las paranoticias, que presentava les notícies del dia en to humorístic i que malgrat les bones crítiques va ser retirat poques setmanes després de la seva estrena deguda a la seva escassa audiència.
Ha col·laborat en diverses publicacions com Cartelera Turia, El Mundo, El Economista, El Semanal o Público. El 1998 va publicar una sàtira dels manuals d'autoajuda titulat Tonino, luego existo, El libro de los jefes (amb Juanjo de la Iglesia), El guionista no es el asesino, on recull la seva experiència com a professor d'un màster en escriptura de guions en la Universitat Autònoma de Barcelona, i la novel·la negra d'humor Asesinato en el Palacio de las Artes amb Emili Piera. Amb aquest últim, també va participar al llibre de relats de novel·la negra, Valencia Criminal junt al col·lectiu 12 Plumas Negras.
Actor en nombrosos curts, sketches i alguna pel·lícula, ha trepitjat escenaris com ara el del Teatro Real (Madrid) a la representació per nens i adults d' En la buhardilla de la Bohème o el Teatre romà de Mèrida, on va cantar i actuar per l'òpera bufa Calipso en el paper del Deu Amor. A la fi del 2008, escriu i interpreta, sota la direcció de Juli Leal, la farsa musical La Doña sobre una alcaldessa eterna, y en 2009 actúa en la obra Maté a un tipo, del argentino Daniel Dalmaroni.
Continua combinant actuacions de teatre amb l'escriptura i el periodisme d'humor, i en 2013 col·labora en el programa de Televisió espanyola, Un país para comérselo, amb Imanol Arias i Juan Echanove. Alhora, dirigí l'obra del autor valencià Vicente Marco Doce gentes en coches de ocho en la que també va actuar, a València. En 2014 estrena a l'Espai Rambleta de València el seu primer cabaret com a director i mestre de cerimònies, Bulevard Show Cabaret, amb la companyia acrobàtica Dinamic, l'actriu Maribel Casany i la mítica Margot. En 2015, al costat del seu antic company de CQC, l'actor Sergio Pazos, es llança a Madrid a l'aventura del Microteatro per diners amb l'obra de Vicente Marco Este banco no es como los demás.

## Filmografia
- 2011: La última falla (Mini sèrie TV) (Professor)[10]
- 2008: Palabras y puños (Cortometraje), de Manel Gimeno y Rafa Higón[11]
- 2004: Tú quieres, tú pagas (Curtmetratge), de Juan Moya
- 2002: La kedada (Curtmetratge), d'Arturo Franco y Kiko Martínez[12] Campoamor (com Tonino Guitián)
- 2001: Llámame (Curtmetratge), de Juan Carlos García-Sampedro (Carrasqueira)
- 1999: El corazón del guerrero, de Daniel Monzón, La Jauría Humana Canal 8[13]
- 1998: Hermanas (serie TV) (Espectre)
- 1997: Camas (Curtmetratge), de Juan Carlos García-Sampedro (Paco)[14]
- 1997: Fin de trayecto Canfranc (Curtmetratge), de José Ángel Delgado (Marquez)

## Llibres
- Valencia criminal, varios autores, Ed. El Full, 2010, ISBN 9788493762087
- Asesinato en el palacio de las artes, con Emili Piera, Ed. Eduardo Almiñana Peñalver, 2009, ISBN 978-8493678111
- El guionista no es el asesino, con prólogo de Andreu Buenafuente, Gedisa, 2008, ISBN 9788497842914
- El jefe y tú: manual de supervivencia para empleados, con Juanjo de la Iglesia, prólogo del Gran Wyoming, Temas de Hoy, 2001, ISBN 84-8460-098-X
- Tonino, luego existo, Martínez Roca, 1998, ISBN 9788427023628